# Tamara Abalde
Tamara Abalde, née le 6 février 1989 à Ferrol (Espagne), est une joueuse de basket-ball espagnole.

## Biographie
Après une première saison en France à Aix, elle signe à Basket Landes : « J’ai vraiment été attirée par l’esprit de cette équipe landaise et cette ambiance très chaude, très spéciale, confesse-t-elle dans un français d’excellente facture. Je n’ai vu ça nulle part ailleurs en Ligue féminine. Et même en Espagne, on ne retrouve ça qu’à Salamanque ! Pour les visiteurs, ce n’est jamais simple de venir jouer ici. ».
En 2012-2013, à Basket Landes, elle réalise une petite saison avec 5,7 points et 2,4 rebonds de moyenne.

## Famille
Tamara Abalde est la sœur du joueur de basket-ball Alberto Abalde et la fille du joueur de basket-ball Alberto Abalde Rodríguez (es).

## Palmarès
- Médaillée d'or à l'Euro Juniors 2006
- Médaillée d'argent à l'Euro Espoirs 2009
- Médaillée de bronze au Euro 2009 en Lettonie.
- Médaille d'or au Championnat d'Europe 2019 à Belgrade (Serbie)[6]